# Сольча
Сольча (пол. Solcza) — село в Польщі, у гміні Палечниця Прошовицького повіту Малопольського воєводства.
Населення — 103 особи (2011).
У 1975-1998 роках село належало до Келецького воєводства.

## Демографія
Демографічна структура станом на 31 березня 2011 року:
|          | Загалом | Допрацездатний вік | Працездатний вік | Постпрацездатний вік |
| -------- | ------- | ------------------ | ---------------- | -------------------- |
| Чоловіки | 56      | 13                 | 36               | 7                    |
| Жінки    | 47      | 12                 | 22               | 13                   |
| Разом    | 103     | 25                 | 58               | 20                   |